# Emanuel Steinfeld
Emanuel Steinfeld (ur. 1 listopada 1828 w Głogówku, zm. 16 kwietnia 1893 w Adelajdzie) – producent i sprzedawca mebli, wolnomularz, filantrop żydowskiego pochodzenia.

## Życiorys
Urodził się w rodzinie bogatego kupca żydowskiego Hymana Steinfelda i Ernestyny, z domu Deutsch. Po ukończeniu gimnazjum w Brzegu, w 1847 roku wyjechał do Londynu. Tam praktykował w firmie Krohn Brothers. W 1853 roku został wysłany do przedstawicielstwa Krohn Brothers w Wiktorii. W 1856 roku otworzył własny sklep z meblami w Ballarat. W 1857 roku naturalizował się. W latach 1866–1869 był burmistrzem Ballart East.
Od 1871 roku prowadził interesy w Melbourne. Był przedstawicielem producenta maszyn do szycia. Założył sklep meblowy. Miał swoje lokale przy ulicach Elizabeth i Lonsdale.
W maju 1885 został członkiem Victoria Chamber of Manufaktur, a dwa lata później został wybrany jej prezesem. W 1887 roku zainicjował konferencję międzykolonialną, która odbywała się w kolejnych latach w Adelajdzie, Sydney i Melbourne. We wrześniu 1888 roku został powołany na członka rady szkolnictwa technicznego. We wrześniu 1892 roku został wybrany do rady ustawodawczej stanu Wiktoria z okręgu Wellington. Jego majątek wyceniono na 22 781 funtów.
Odegrał ważną rolę w życiu społecznym miasta Ballarat oraz Melbourne. Ufundował wodociągi miejskie, sierociniec Ballarat Orphan Asylum i biblioteki publiczne. Był też zaangażowany w ruch wolnomularski.
23 stycznia 1861 roku w Ballarat ożenił się z Theresą Levinson. Nie miał dzieci.